# كاميرون شيفيلد
كاميرون شيفيلد (بالإنجليزية: Cameron Sheffield)‏ هو لاعب كرة قدم أمريكية أمريكي، ولد في 12 فبراير 1988 في بورتال في الولايات المتحدة.

## وصلات خارجية
- كاميرون شيفيلد على موقع مرجع كرة القدم المحترفة.كوم (الإنجليزية)